# Kassø
Kassø er en lille bebyggelse omfattende 2 landbrug og 9 huse ud til Sekundærrute 175/179, 4½ km nordvest for byen Hjordkær i Sønderjylland.
Langs Kassøvej mellem Kassø og Hjordkær findes bl.a. Åbenrå-senderen, Kassø Transformatorstation og Kassøværket.
Omkring Hjolderup 2½ km syd for Kassø findes det 340 ha store solcelleanlæg Solar Park Kassø.
- Transformerstationen
- Åbenrå-senderen set fra Kassøvej
- Indkørslen til Kassøværket
- Eaglemaster syd for transformatorstationen